# Јесења изложба УЛУС-а (2005)
Јесења изложба УЛУС-а (2005) одржала се у периоду од 3 до 21. новембра 2005. године, у галеријском простору Удружења ликовних уметника Србије, односно у Уметничком павиљону "Цвијета Зузорић".

## Уметнички савет
- Саво Пековић
- Никола Шиндик
- Никола Вукосављевић
- Милица Жарковић
- Срђан Марковић Ђиле
- Надежда Марковић
- Тијана Фишић

## Излагачи
1. Драган Аздејковић
2. Данијела Анђелковић
3. Ристо Антуновић
4. Ђорђе Арнаут
5. Срђан Арсић
6. Исак Аслани
7. Бошко Атанацковић
8. Божидар Бабић
9. Мирослав Бабић
10. Светлана Бабић
11. Тања Бабић
12. Мирна Бацковић
13. Војна Баштовановић
14. Олах Бела
15. Алан Бећири
16. Мирослав Благојевић Цинцар
17. Љиљана Блажеска
18. Радомир Бранисављевић
19. Никола Божовић
20. Јелена Буторац
21. Миодраг Вартебедијан
22. Габриела Васић
23. Здравко Велован
24. Владимир Вељашевић
25. Срђан Вељовић
26. Биљана Вицковић
27. Магдалена Властелица
28. Зоран Вранешевић
29. Милош Вујановић
30. Биљана Вуковић
31. Зоран Вуковић
32. Марко Вукша
33. Сузана Вучковић
34. Шемса Гавранкапетановић
35. Милутин Гајић
36. Петар Гајић
37. Јован Глигоријевић
38. Олга Глишин
39. Станислав Гранић
40. Зоран Граовац
41. Иван Грачнер
42. Вјера Дамјановић
43. Божидар Дамјановски
44. Горан Десанчић
45. Пал Дечов
46. Сретко Дивјан
47. Данка Димитријевић
48. Лазар Димитријевић
49. Божидар Ђокић
50. Вања Ђорђевић
51. Драган Ђорђевић
52. Маша Ђуричић
53. Љиљана Ерчевић
54. Синиша Жикић
55. Босиљка Зиројевић
56. Ведрана Ивановић
57. Драган Игњатовић
58. Јелена Игњатовић
59. Катарина Јаковљевић
60. Зорана Јанковић
61. Момчило Јанковић
62. Јелена Јелача
63. Дивна Јеленковић
64. Миомир Јовановић
65. Драган Јовићевић
66. Драгана Јовчић
67. Шиљан Јошкин
68. Јелена Илић
69. Бранимир Карановић
70. Слободан Каштаварац
71. Драган Кићовић
72. Весна Кнежевић
73. Радомир Кнежевић
74. Светлана Кнежевић
75. Славенка Ковачевић-Томић
76. Добривоје Којић
77. Милинко Коковић
78. Драгана Константиновић-Грбић
79. Бранкица Кончаревић
80. Душко Костић
81. Предраг Кочовић
82. Јадран Крнајски
83. Добринка Крстић-Бељић
84. Јелена Крстић
85. Зоран Кузмановић
86. Даница Масниковић
87. Милена Максимовић-Ковачевић
88. Бојана Максимовић
89. Љубиша Манчић
90. Душан Марковић
91. Весна Марковић
92. Драган Марковић-Маркус
93. Драган Марковић
94. Јелена Марковић
95. Надежда Марковић
96. Владан Мартиновић
97. Душан Матић
98. Тања Мијаиловић
99. Биљана Миљковић
100. Бранко Миљуш
101. Магдалена Миочиновић-Андрић
102. Гордана Мирков
103. Светозар Мирков
104. Александар Младеновић-Лека
105. Миодраг Млађовић
106. Михаило Млинар
107. Весна Милићевић-Чворовић
108. Лепосава Милошевић-Сибиновић
109. Драган Милосављевић
110. Жељка Момиров
111. Весна Моравић Балкански
112. Доминика Морариу
113. Даниела Морариу
114. Наташа Надаждин
115. Борислава Недељковић-Продановић
116. Тамара Недељковић-Вукша
117. Ненад Николић
118. Љубица Николић
119. Снежана Николић
120. Бранко Николов
121. Александра Остић
122. Ружица Павловић
123. Пепа Пашћан
124. Драган Пешић
125. Ана Пиљић-Митровић
126. Душица Пејић
127. Михаило Петковић
128. Миодраг Петковић Мишко
129. Предраг Попара
130. Рајко Попивода
131. Ивана Попов
132. Марина Поповић
133. Ставрос Поптсис
134. Шејма Продановић
135. Љубица Радовић
136. Небојша Радојев
137. Слободан Радојковић
138. Срђан Радојковић
139. Симонида Радонић
140. Горан Ракић
141. Милица Ракић
142. Слободанка Ракић Шефер
143. Бранко Раковић
144. Милан Ракочевић
145. Стоја Рађеновић
146. Светлана Рибица
147. Кристина Ристић
148. Драган Ристић
149. Владимир Ристивојевић
150. Миодраг Рогић
151. Драгана Родић
152. Милица Салашки
153. Рада Селаковић
154. Милан Станисављевић
155. Драган Станковић
156. Катарина Станковић Бјеговић
157. Нина Станковић
158. Драгана Стевановић
159. Добри Стојановић
160. Јована Стојановић
161. Саша Стојановић
162. Алекса Стојковић
163. Слободанка Ступар
164. Душан Суботић
165. Talent Factory
166. Војислав Танасијевић
167. Војислава Танурџић Белић
168. Милан Тепавац
169. Нина Тодоровић
170. Мирјана Томашевић
171. Александра Ћосић
172. Драгиша Ћосић
173. Марјан Флоршиц
174. Даниела Фулгоси
175. Саво Халугин
176. Биљана Царић
177. Биљана Цветковић
178. Тамара Чалић Пајковић
179. Зоран Чалија
180. Славиша Чековић Равногорац
181. Емир Шкандро
182. Никола Шиндик